# Otto Schulz (Politiker, 1887)
Otto Schulz (* 29. Mai 1887 in Sanditten in Ostpreußen; † 3. Juni 1958 in Solingen) war ein deutscher Lehrer und Abgeordneter des Provinziallandtages der preußischen Provinz Hessen-Nassau.

## Leben
Otto Schulz war der Sohn des Arbeiters Ferdinand Schulz und dessen Ehefrau Justine Strauß und  als Gewerbeschullehrer in Obernkirchen im Landkreis Schaumburg tätig. Er engagierte sich politisch und trat in die  SPD ein. 1919 erhielt er einen Sitz im Kurhessischen Kommunallandtag des Regierungsbezirks Kassel erhielt. Dieser wählte ihn aus seiner Mitte zum Abgeordneten des Provinziallandtages der Provinz Hessen-Nassau. Er war bis April 1920 Mandatsträger, als er nach Solingen verzog.  

## Sonstiges
Schulz war im Ersten Weltkrieg als Flieger eingesetzt.